# Reichstagswahlkreis Königreich Württemberg 1

Die Wahlkreisaufteilung des Deutschen Reichs.

Der Reichstagswahlkreis Königreich Württemberg 1 (in der reichsweiten Durchnummerierung auch Reichstagswahlkreis 308; auch Reichstagswahlkreis Stuttgart genannt) war der erste Reichstagswahlkreis für das Königreich Württemberg für die Reichstagswahlen im Deutschen Reich und zum Zollparlament von 1868 bis 1918.

## Wahlkreiszuschnitt 1868
Bei der Zollparlamentswahl 1868 umfasste der Wahlkreis Königreich Württemberg 1 die Oberämter Ravensburg, Tettnang, Wangen und Leutkirch. Dieser Landesteil lag ab 1871 in den Reichstagswahlkreises Königreich Württemberg 16 und 17. Der Wahlkreis für Stuttgart trug hingegen 1868 die Nummer Königreich Württemberg 13. Um die räumliche Kontinuität besser abzubilden, zeigt dieser Artikel für die Wahl 1868 daher die Ergebnisse der Stuttgarter Wahlkreises Königreich Württemberg 13.

## Wahlkreiszuschnitt ab 1871
Der Wahlkreis umfasste die Stadt Stuttgart ohne die Stadtteile Cannstatt, Untertürkheim und Wangen und das Amtsoberamt Stuttgart.
| Jahr | Einwohner |
| ---- | --------- |
| 1890 | 181.635   |
| 1895 | 202.347   |
| 1900 | 227.199   |
| 1905 | 257.781   |
| 1910 | 288.386   |

|      | Landwirtschaft | Industrie und Gewerbe | Handel und Dienstleistungen |
| ---- | -------------- | --------------------- | --------------------------- |
| 1895 | 12,6           | 50,8                  | 36,7                        |
| 1907 | 9,7            | 54,8                  | 35,5                        |

|      | Evangelisch | Katholisch |
| ---- | ----------- | ---------- |
| 1890 | 87,0        | 11,0       |
| 1905 | 83,7        | 14,1       |
| 1910 | 82,5        | 15,2       |

Un Württemberg trat die NLP als Deutsche Partei auf. Die amtliche Statistik führte die Abgeordneten zur Vergleichbarkeit mit den Wahlergebnissen in anderen Teilen Deutschlands als NLP, auch waren die württembergischen Reichstagsabgeordneten Mitglieder der Reichstagsfraktion der NLP. Die Darstellung in diesem Artikel folgt dem.

## Abgeordnete
| Wahl                             | Abgeordneter     | Partei                   | Bild |
| -------------------------------- | ---------------- | ------------------------ | ---- |
| Zollparlamentswahl 1868 bis 1871 | Rudolf Knosp     | fraktionslos-großdeutsch |      |
| Reichstagswahl 1871 bis 1875     | Gustav Müller    | NLP                      | 0    |
| Ersatzwahl 1875 bis 1881         | Julius Hölder    | NLP                      |      |
| Reichstagswahl 1881 bis 1887     | Sigmund Schott   | DtVP                     |      |
| Reichstagswahl 1887 bis 1898     | Gustav Siegle    | NLP                      |      |
| Reichstagswahl 1898 bis 1903     | Karl Kloß        | SPD                      |      |
| Reichstagswahl 1903 bis 1918     | Karl Hildenbrand | SPD                      |      |

## Wahlen

### 1868
Es fand nur ein Wahlgang statt. 14.845 Stimmen wurden abgegeben.
| Kandidat      | Partei                   | Stimmen | in % | Anmerkungen |
| ------------- | ------------------------ | ------- | ---- | ----------- |
| Gustav Müller | NLP                      | 4636    | 0    | 0           |
| Rudolf Knosp  | fraktionslos-großdeutsch | 10.176  | 0    | 0           |
| 0             | Sonstige                 | 33      | 0    | 0           |

### 1871
Es fand nur ein Wahlgang statt. 20.891 Männer waren wahlberechtigt. 11.723 gültige Stimmen wurden abgegeben, 49 Stimmen waren ungültig. Die Wahlbeteiligung betrug 56,3 %.
| Kandidat      | Partei   | Stimmen | in % | Anmerkungen |
| ------------- | -------- | ------- | ---- | ----------- |
| Gustav Müller | NLP      | 11.168  | 0    | 0           |
| Schneider     | S (Eis)  | 491     | 0    | 0           |
| 0             | Sonstige | 64      | 0    | 0           |

### 1873
Es fand nur ein Wahlgang statt. 23.406 Männer waren wahlberechtigt. 14.389 gültige Stimmen wurden abgegeben, 33 Stimmen waren ungültig. Die Wahlbeteiligung betrug 56,8 %.
| Kandidat          | Partei          | Stimmen | in % | Anmerkungen   |
| ----------------- | --------------- | ------- | ---- | ------------- |
| Gustav Müller     | NLP             | 8543    | 0    | 0             |
| Becher            | V (großdeutsch) | 3420    | 0    | Rechtsanwalt, |
| Fleischmann       | S (Lass)        | 1977    | 0    | Schreiner     |
| Dr. Johann Jacoby | S (Eis)         | 434     | 0    | 0             |
| 0                 | Sonstige        | 15      | 0    | 0             |

### Ersatzwahl 1875
Müller verstarb am 17. Mai 1875 und es kam zu einer Ersatzwahl am 23. September 1875. Es fand nur ein Wahlgang statt. 14.679 gültige Stimmen wurden abgegeben.
| Kandidat      | Partei          | Stimmen | in % | Anmerkungen |
| ------------- | --------------- | ------- | ---- | ----------- |
| Julius Hölder | NLP             | 8428    | 0    | 0           |
| Diefenbach    | V (großdeutsch) | 2398    | 0    | 0           |
| Karl Hillmann | S (Eis)         | 3847    | 0    | Literat     |
| 0             | Sonstige        | 6       | 0    | 0           |

### 1877
Es fand nur ein Wahlgang statt. 29.334 Männer waren wahlberechtigt. 17.563 gültige Stimmen wurden abgegeben, 60 Stimmen waren ungültig. Die Wahlbeteiligung betrug 60,1 %.
| Kandidat      | Partei   | Stimmen | in % | Anmerkungen |
| ------------- | -------- | ------- | ---- | ----------- |
| Julius Hölder | NLP      | 12.796  | 0    | 0           |
| Karl Hillmann | S        | 4646    | 0    | Literat     |
| 0             | Zentrum  | 98      | 0    | 0           |
| 0             | Sonstige | 23      | 0    | 0           |

### 1878
Es fand nur ein Wahlgang statt. 29.451 Männer waren wahlberechtigt. 19.149 gültige Stimmen wurden abgegeben, 40 Stimmen waren ungültig. Die Wahlbeteiligung betrug 65,2 %.
| Kandidat      | Partei   | Stimmen | in % | Anmerkungen |
| ------------- | -------- | ------- | ---- | ----------- |
| Julius Hölder | NLP      | 10.970  | 0    | 0           |
| Dr. Dulk      | S        | 4136    | 0    | 0           |
| Sepheimer     | V        | 3754    | 0    | 0           |
| Rudolf Probst | Zentrum  | 275     | 0    | 0           |
| 0             | Sonstige | 14      | 0    | 0           |

Hölder war seit 12. Juli 1879 Fraktionslos und trat zum 27. Februar 1880 der Liberalen Gruppe bei.

### 1881
Es fanden zwei Wahlgänge statt. 29.739 Männer waren wahlberechtigt. 18.540 gültige Stimmen wurden im ersten Wahlgang abgegeben, 60 Stimmen waren ungültig. Die Wahlbeteiligung betrug 62,5 %.
| Kandidat          | Partei   | Stimmen | in % | Anmerkungen |
| ----------------- | -------- | ------- | ---- | ----------- |
| Sigmund Schott    | V        | 7841    | 0    | 0           |
| Karl von Göz      | NLP      | 6415    | 0    | 0           |
| Dr. Dulk          | S        | 4131    | 0    | 0           |
| Ludwig Windthorst | Zentrum  | 144     | 0    | 0           |
| 0                 | Sonstige | 9       | 0    | 0           |

19.624 gültige Stimmen wurden in der Stichwahl abgegeben, 25 Stimmen waren ungültig. Die Wahlbeteiligung betrug 66,1 %.
| Kandidat       | Partei | Stimmen | in % | Anmerkungen |
| -------------- | ------ | ------- | ---- | ----------- |
| Sigmund Schott | V      | 12.529  | 0    | 0           |
| Karl von Göz   | NLP    | 7995    | 0    | 0           |

### 1884
Es fanden zwei Wahlgänge statt. 30.088 Männer waren wahlberechtigt. 16.520 gültige Stimmen wurden im ersten Wahlgang abgegeben, 7 Stimmen waren ungültig. Die Wahlbeteiligung betrug 54,9 %.
| Kandidat       | Partei   | Stimmen | in % | Anmerkungen |
| -------------- | -------- | ------- | ---- | ----------- |
| Sigmund Schott | V        | 5770    | 0    | 0           |
| 0              | NLP      | 7400    | 0    | 0           |
| 0              | S        | 3346    | 0    | 0           |
| 0              | Sonstige | 4       | 0    | 0           |

20.006 gültige Stimmen wurden in der Stichwahl abgegeben, 39 Stimmen waren ungültig. Die Wahlbeteiligung betrug 66,6 %.
| Kandidat       | Partei | Stimmen | in % | Anmerkungen |
| -------------- | ------ | ------- | ---- | ----------- |
| Sigmund Schott | V      | 11.491  | 0    | 0           |
| 0              | NLP    | 8515    | 0    | 0           |

### 1887
Die Kartellparteien NLP und Konservative unterstützten den nationalliberalen Kandidaten. Es fand nur ein Wahlgang statt. 32.210 Männer waren wahlberechtigt. 27.846 gültige Stimmen wurden abgegeben, 44 Stimmen waren ungültig. Die Wahlbeteiligung betrug 86,6 %.
| Kandidat      | Partei   | Stimmen | in % | Anmerkungen |
| ------------- | -------- | ------- | ---- | ----------- |
| Gustav Siegle | NLP      | 18.417  | 0    | 0           |
| 0             | V        | 4924    | 0    | 0           |
| 0             | S        | 4496    | 0    | 0           |
| 0             | Sonstige | 9       | 0    | 0           |

### 1890
Die Kartellparteien NLP und Konservative unterstützten erneut den nationalliberalen Kandidaten. Es fanden zwei Wahlgänge statt. 34.758 Männer waren wahlberechtigt. 34.758 gültige Stimmen wurden abgegeben, 28 Stimmen waren ungültig. Die Wahlbeteiligung betrug 80,8 %. 
| Kandidat          | Partei   | Stimmen | in %   | Anmerkungen            |
| ----------------- | -------- | ------- | ------ | ---------------------- |
| Karl Lotter       | DVP      | 4641    | 16,5 % | Partikulier, Stuttgart |
| Gustav Siegle     | NLP      | 12.511  | 44,6 % | 0                      |
| Karl Kloß         | SPD      | 10.446  | 37,2 % | 0                      |
| Ludwig Windthorst | Zentrum  | 470     | 1,7 %  | 0                      |
|                   | Sonstige | 5       | 0,0 %  | 0                      |

Das Zentrum sprach sich vor der Stichwahl für Siegle aus. Die Landesleitung der linksliberalen rief zur Wahl des SPD-Kandidaten auf. In der Stichwahl betrug die Zahl der abgegebenen Stimmen 29.911, 113 Stimmen waren ungültig. Die Wahlbeteiligung betrug 86,1 %.
| Kandidat      | Partei | Stimmen | in %   | Anmerkungen |
| ------------- | ------ | ------- | ------ | ----------- |
| Gustav Siegle | NLP    | 16.342  | 54,8 % | 0           |
| Karl Kloß     | SPD    | 13.456  | 45,2 % | 0           |

### 1893
Erneut standen Konservative und NLP hinter Siegle. Es fanden zwei Wahlgänge statt. 37.983 Männer waren wahlberechtigt. 31.562 gültige Stimmen wurden abgegeben, 28 Stimmen waren ungültig. Die Wahlbeteiligung betrug 83,1 %.
| Kandidat        | Partei   | Stimmen | in %   | Anmerkungen |
| --------------- | -------- | ------- | ------ | ----------- |
| Eugen Nübling   | DR       | 460     | 1,5 %  | 0           |
| Konrad Haußmann | DVP      | 5842    | 18,5 % | 0           |
| Gustav Siegle   | NLP      | 11.111  | 35,2 % | 0           |
| Karl Kloß       | SPD      | 13.340  | 42,3 % | 0           |
| Adolf Gröber    | Zentrum  | 768     | 2,4 %  | 0           |
|                 | Sonstige | 13      | 0,1 %  | 0           |

Die linksliberalen riefen in der Stichwahl erneut zur Wahl des SPD-Kandidaten auf, das Zentrum zur Wahlenthaltung. Die Antisemiten unterstützten Siegle. In der Stichwahl betrug die Zahl der abgegebenen Stimmen 32.226, 316 Stimmen waren ungültig. Die Wahlbeteiligung betrug 84,8 %.
| Kandidat      | Partei | Stimmen | in %   | Anmerkungen |
| ------------- | ------ | ------- | ------ | ----------- |
| Gustav Siegle | NLP    | 16.073  | 50,4 % | 0           |
| Karl Kloß     | SPD    | 15.837  | 49,6 % | 0           |

### 1898
Erneut fanden sich Konservative und NLP zusammen. Es gelang aber nicht, weitere Parteien in das Wahlbündnis einzubinden. Es fand ein Wahlgang statt. 44.521 Männer waren wahlberechtigt. 35.205 gültige Stimmen wurden abgegeben, 40 Stimmen waren ungültig. Die Wahlbeteiligung betrug 79,1 %.
| Kandidat        | Partei   | Stimmen | in %   | Anmerkungen                                 |
| --------------- | -------- | ------- | ------ | ------------------------------------------- |
| Karl Schickler  | DVP      | 3482    | 9,9 %  | Rechtsanwalt, MdG, Stuttgart                |
| Hermann Gießler | NLP      | 12.517  | 35,6 % | Professor an der Baugewerkeschule Stuttgart |
| Karl Kloß       | SPD      | 17.954  | 51,0 % | 0                                           |
| Adolf Gröber    | Zentrum  | 1190    | 3,4 %  | 0                                           |
|                 | Sonstige | 22      | 0,1 %  | 0                                           |

### 1903
Die Parteienzusammenarbeit entsprach der der letzten Wahl. Es fand ein Wahlgang statt. 52.985 Männer waren wahlberechtigt. 41.673 gültige Stimmen wurden abgegeben, 83 Stimmen waren ungültig. Die Wahlbeteiligung betrug 78,7 %.
| Kandidat            | Partei     | Stimmen | in %   | Anmerkungen                                 |
| ------------------- | ---------- | ------- | ------ | ------------------------------------------- |
| Julius Oskar Galler | DVP        | 2267    | 5,4 %  | 0                                           |
| Hermann Gießler     | NLP        | 14.427  | 34,7 % | Professor an der Baugewerkeschule Stuttgart |
| Karl Hildenbrand    | SPD        | 22.757  | 54,7 % | 0                                           |
| Adolf Gröber        | Zentrum    | 2083    | 5,0 %  | 0                                           |
| Rudolf Schmid       | unabhängig | 32      | 0,1 %  | Gutspächter, Platzhof bei Öhringen, BdL     |
|                     | Sonstige   | 24      | 0,1 %  | 0                                           |

### 1907
Bis auf das Zentrum unterstützten alle bürgerlichen Parteien den Kandidaten der NLP. Es fand ein Wahlgang statt. 59.461 Männer waren wahlberechtigt. 49.092 gültige Stimmen wurden abgegeben, 120 Stimmen waren ungültig. Die Wahlbeteiligung betrug 82,6 %. 
| Kandidat         | Partei   | Stimmen | in %   | Anmerkungen               |
| ---------------- | -------- | ------- | ------ | ------------------------- |
| Haußer           | NLP      | 21.442  | 43,8 % | Hofwerkmeister, Stuttgart |
| Karl Hildenbrand | SPD      | 25.089  | 51,2 % | 0                         |
| Adolf Gröber     | Zentrum  | 2399    | 4,9 %  | 0                         |
|                  | Sonstige | 42      | 0,1 %  | 0                         |

### 1912
Die Parteienzusammenarbeit entsprach der der letzten Wahl. Es fand ein Wahlgang statt. 69.363 Männer waren wahlberechtigt. 62.674 gültige Stimmen wurden abgegeben, 173 Stimmen waren ungültig. Die Wahlbeteiligung betrug 90,4 %.
| Kandidat          | Partei   | Stimmen | in %   | Anmerkungen |
| ----------------- | -------- | ------- | ------ | ----------- |
| Max von Mülberger | NLP      | 28.874  | 46,2 % | 0           |
| Karl Hildenbrand  | SPD      | 31.824  | 50,9 % | 0           |
| Adolf Gröber      | Zentrum  | 1794    | 2,9 %  | 0           |
|                   | Sonstige | 9       | 0,0 %  | 0           |